# James Elroy Flecker
James Elroy Flecker, né le 5 novembre 1884 à Lewisham (Londres) et mort le 3 janvier 1915 à Davos (Suisse), est un romancier et dramaturge britannique. Également poète, il a été influencé par les poètes parnassiens.

## Biographie
Herman Elroy Flecker naît le 5 novembre 1884 à Lewisham (Londres) de William James Flecker (mort en 1941), directeur de la Dean Close School, à Cheltenham, et de sa femme Sarah. Son frère beaucoup plus jeune est le pédagogue Henry Lael Oswald Flecker (1896-1958), qui sera directeur du Christ's Hospital.
Herman Flecker choisit par après d'utiliser le prénom « James », soit parce qu'il n'aimait pas le nom « James » ou pour éviter toute confusion avec son père.
« Roy », comme l'appelait sa famille, fait ses études à l'école Dean Close, puis à l'école Uppingham. Il étudie ensuite au Trinity College d'Oxford et au Gonville and Caius College de Cambridge.
À Oxford, il est grandement influencé par la dernière floraison du mouvement esthétique sous John Addington Symonds et devient un ami proche du classiciste et historien de l'art John Beazley.
À partir de 1910, Flecker travaille dans le service consulaire de la Méditerranée orientale. Sur un bateau à Athènes, il rencontre Helle Skiadaressi et en 1911 il l'épouse.
Flecker meurt de la tuberculose le 3 janvier 1915 à Davos, en Suisse, mais est enterré à Cheltenham. Sa mort à l'âge de trente ans est décrite à l'époque comme « incontestablement la plus grande perte prématurée que la littérature anglaise ait subie depuis la mort de Keats ».

## Œuvre
I who am dead a thousand years,

And wrote this sweet archaic song,

Send you my words for messengers

The way I shall not pass along.

I care not if you bridge the seas,

Or ride secure the cruel sky,

Or build consummate palaces

Of metal or of masonry.

But have you wine and music still,

And statues and a bright-eyed love,

And foolish thoughts of good and ill,

And prayers to them who sit above?

How shall we conquer? Like a wind

That falls at eve our fancies blow,

And old Mæonides the blind

Said it three thousand years ago.

O friend unseen, unborn, unknown,

Student of our sweet English tongue,

Read out my words at night, alone:

I was a poet, I was young.

Since I can never see your face,

And never shake you by the hand,

I send my soul through time and space

To greet you. You will understand.

### Poésie
- The Bridge of Fire (1907)
- Thirty-Six Poems (1910)
- Forty-Two Poems (1911) (e-book)[6]
- The Golden Journey to Samarkand (1913)
- The Old Ships (1915)
- Collected Poems (1916)

### Romans
- The Last Generation: A Story of the Future (1908)
- The King of Alsander (1914)

### Drame
- Hassan (1922, titre complet Hassan: The Story of Hassan of Baghdad and How he Came to Make the Golden Journey to Samarkand)